# Ressonância (química)

Estruturas de ressonância do benzeno (Exemplo clássico)

A ressonância (denominada também por mesomeria) em química é uma ferramenta empregue (predominantemente em química orgânica) para representar certos tipos de estruturas moleculares. A ressonância molecular é um componente chave na teoria da ligação covalente e a sua manifestação aumenta quando existem ligações duplas ou triplas em moléculas. Numerosos compostos orgânicos apresentam ressonância, como é o caso dos compostos aromáticos.ou seja (Sempre que, em uma fórmula estrutural, pudermos mudar a posição dos elétrons sem mudar a posição dos átomos, a estrutura real não será nenhuma das estruturas obtidas, mas sim um híbrido de ressonância daquelas estruturas.)

## História
O conceito de ressonância foi introduzido por Linus Pauling no ano de 1928. Inspirou-se em determinados processos probabilísticos da mecânica quântica, no estudo do ion H2+ que possui um eletron deslocalizado entre os dois núcleos de hidrogênio. O termo alternativo que aparece na literatura, mesomerismo (mesomérico), é muito popular nas publicações realizadas em língua alemã e francesa, e foi introduzido por Christopher Ingold, em 1938. O conceito actual de efeito mesomérico adquiriu um significado diverso, mas relacionado. O símbolo da dupla flecha foi introduzido pelo químico alemão Arndt, que denominou este efeito em alemão como zwischenstufe, algo como fase intermédia.
Devido à confusão que gerava na comunidade científica a terminologia ressonância, foi sugerido abandonar este nome em favor de deslocalização.